# سالم عبد الله (لاعب كرة قدم مواليد 1998)
سالم عبد الله سالمين مبارك الجابري (مواليد 17 سبتمبر 1998)، لاعب كرة قدم إماراتي يجيد اللعب كمدافع لعب سابقاً مع نادي العين في دوري الخليج العربي الإماراتي.

## روابط خارجية
- سالم عبد الله الجابري على موقع Soccerway.com (الإنجليزية)